# Chersotis rifensis
Chersotis rifensis är en fjärilsart som beskrevs av Charles E. Rungs 1967. Chersotis rifensis ingår i släktet Chersotis och familjen nattflyn. Inga underarter finns listade i Catalogue of Life.